# Franco Bargelli
Franco Bargelli (Frascati, 4 ottobre 1954) è un ex rugbista a 15 italiano, il cui ruolo era terza linea flanker.

## Biografia
Bargelli iniziò la pratica rugbistica a 15 anni, sulla scia del fratello, già giocatore: entrò nelle giovanili del Frascati e militò nella prima squadra fino al 1975-76, anno di retrocessione in serie B del club laziale.
Dal 1976 al 1978 trascorse due stagioni a Reggio Calabria, la cui società rugbistica militava all'epoca in serie A, poi fece ritorno a Frascati; nel 1979 l'allora C.T. della Nazionale italiana Pierre Villepreux lo fece debuttare in un incontro con l'Under-23 dell'Inghilterra a Brescia.
Fu anche tra i protagonisti del primo incontro dell'Italia contro la Nuova Zelanda, a Rovigo nel novembre di quello stesso anno, in cui gli azzurri persero 12-18 e lo stesso Bargelli fornì a Nello Francescato la palla dell'unica meta italiana.
L'avversario di terza linea di Bargelli era Graham Mourie, con cui scambiò la maglia; successivamente la maglia di Mourie fu da Bargelli donata alla club-house del Frascati.
Fino all'aprile 1981 furono 14 gli incontri internazionali di Bargelli, l'ultimo a Brăila contro la Romania nel corso della Coppa FIRA 1980-81.
Bargelli proseguì la carriera nel Rovigo e nel Rugby Roma.